# Albánok Magyarországon
Az albánok Magyarországon nagyobb csoportokban a törökök elől menekülve jelentek meg. A 20. század elejéig sajátos etnikai közösséget is alkottak a Szerémségben. Ez a közösség 1921-re megszűnt és azóta nagyobb számban az 1990-es évektől érkeztek ideiglenes munkavállalóként vagy politikai menekültként. Számuk nem jelentős, de például a Magyarországon működő 1300 pékségből 250-300-at albánok működtetnek.

## Albánok a történeti Magyarországon
A történeti Magyarország területén, a délvidéki Szerémségben, Szávaszentdemetertől keletre, a Rumai járás három településére – Jarak, Hertkovce és Nikince – 1749–1755 között települt be mintegy kétezer, az oszmán uralom alatt lévő hazáját elhagyó, kelmendi törzsbeli albán (kelmendas). Korabeli, az albán törzsnévre visszavezethető magyar elnevezésük: kelemencek, klementinusok vagy klementinerek. A Száva széles árterén megtelepülő katolikus albánok (gegek) szőlőtermesztéssel és juhtartással foglalkoztak, s a 20. század elejéig megőrizték önállóságukat és sajátos anyagi és szellemi kultúrájukat. Több magyar történész és néprajzkutató foglalkozott a szerémségi albán zárvány nyelvével és életmódjával (Windisch Károly Gottlieb, Cornides Dániel, Thallóczy Lajos, Palóczi Edgár). Az 1900-as népszámlálás még 4438 albán anyanyelvű lakost írt össze a három faluból, 1921-re számuk kilencre (!) csökkent, döntő többségük ugyanis visszatért 1912-ben függetlenné vált hazájába, Albániába.

## Albánok a mai Magyarországon
Az 1990-es évek elejétől, a balkáni és különösen a koszovói háború idején több ezer, zömében koszovói albán menekült Magyarországra, de nagy részük csak állomásnak tekintette az országot további nyugat-európai célpontok felé. Az illegális bevándorlás napjainkig sem szűnt meg, a határőrizeti szervek folyamatosan fognak el és toloncolnak vissza Szerbiába Magyarországon tartózkodó albánokat.

## Híres albán származásúak Magyarországon
- Delhusa Gjon magyar énekes, apai nagyapja albán volt.